# Левинский, Исаак Маркович
Исаа́к Ма́ркович Леви́нский (19 декабря 1876 — 21 февраля 1955, Ленинград) — российский и советский театральный и общественный деятель, журналист, поэт-сатирик. Публиковался в киевских изданиях 1890-х—1920-х годов под псевдонимом Гарольд.

## Биография
И. М. Левинский начал свою журналистскую деятельность в газете «Киевское слово», затем сотрудничал с газетами «Киевская заря» (1906), «Киевская мысль» (длительно), «Киевская газета», «Зритель» (1918), «Киевская жизнь» (1919), журналами «Театральная жизнь» (1918), «Искусство» (1922) и другими. Публикации Гарольда были злободневны, писались оперативно, отражая различные стороны киевской жизни. Кроме рецензий, отзывов, воспоминаний он в течение почти 30 лет написал множество стихотворений, также создал несколько сатирических театральных миниатюр, например, «Летим, братцы, летим!» (соавтор М. М. Никольский-Франк, поставлена в 1910 году в театре «Лирико-комическая опера»), «Петроград — Олимп» (поставлена в 1917 году в Художественном театре А. Н. Кручинина). В газетах Гарольд был ведущим рубрик «Арабески», «Рифмы дня», «Рифмы театра», «Отражения», «Миниатюры».
В 1912—1920 годах И. М. Левинский был председателем Совета директоров Киевского литературно-артистического клуба (КЛАК). Один из создателей Киевского отделения профсоюза работников искусств «Рабис», с 1917 года — член правления губернского отдела «Рабис». Избирался депутатом Киевского горсовета, делегатом съездов работников искусств, в том числе всероссийских. В 1926—1931 годах занимал должность заместителя директора Киевского театра русской драмы, затем был коммерческим директором Театрального треста, заместителем директора Правобережного театрального бюро.
В 1930-х годах И. М. Левинский переехал в Ленинград, где работал в филармонии. Во время Великой Отечественной войны находился в эвакуации в Алма-Ате. Последние годы своей жизни (1950—1955) жил в Ленинградском доме ветеранов сцены.
Литературное наследие И. М. Левинского малоизвестно и практически не изучено. В советское время оно было почти забыто, так, в 1969 году в сборнике «Стихотворная сатира первой русской революции» было опубликовано всего четыре стихотворения 1906 года.
Похоронен на Серафимовском кладбище.